# Clube Sociedade Esportiva
El Clube Sociedade Esportiva, conocido también como CSE, es un equipo de fútbol de Brasil que juega en el Campeonato Brasileño de Serie D, la cuarta división nacional; y en el Campeonato Alagoano, la primera división del estado de Alagoas.

## Historia
Fue fundado el 21 de junio de 1947 en el municipio de Palmeira dos Índios con el nombre Centro Social Esportivo y con los años se convirtió en un de los participantes recurrentes en el Campeonato Alagoano con más de 50 temporadas en la primera división estatal, donde logró dos subcampeonatos en las temporadas 1977 y 1987. El 7 de mayo de 1997 el club pasa a ser Clube Sociedade Esportiva para salvarse de las deudas con sus acreedores.
En la temporada 2021 el club termina en tercer lugar del Campeonato Alagoano, lo que le da la clasificación al Campeonato Brasileño de Serie D, la que sería su primera participación en un torneo a escala nacional, además de clasificar por primera vez a la Copa de Brasil para la temporada 2022.

## Entrenadores
- Oliveira Canindé (septiembre de 2022–febrero de 2023)[9][10]
- Rommel Vieira (febrero de 2023)[11][12]
- Jaelson Marcelino (febrero de 2023–2023)[13]
- Rodrigo Fonseca (septiembre de 2023–febrero de 2024)[14][15]
- Carlos Eduardo Parreira (febrero de 2024–abril de 2024)[16][17]
- Jaelson Marcelino (abril de 2024–junio de 2024)[18][19]
- Leandro Campos (junio de 2024–presente)[2]

## Palmarés
- Campeonato Alagoano de Segunda División: 2

2002, 2019
- Copa Alagoas: 1

2023
- Copa Emerentino Costa: 1

1952